# Der er brug for Dem
|  | Denne artikel er oprettet af botten Steenthbot ud fra en ekstern database. Den kan derfor have sproglige fejl eller mangler. Denne skabelon kan fjernes efter kontrol af indholdet. |

Der er brug for Dem er en dansk dokumentarfilm fra 1957 instrueret af Ole Berggreen og efter manuskript af Hans Rude.

## Handling
Hvervefilm for Hjemmeværnet. Der er brug for flere i det frivillige forsvarsarbejde. Mænd, kvinder, unge og gamle. Filmen viser, hvad hjemmeværnsfolk kan bidrage med i krigssituationer.